# Cristiana Pinciroli
Cristiana de Andrade Pinciroli Pascual, conhecida como Cris Pinciroli foi capitã da Seleção Brasileira de Polo Aquático e jogou profissionalmente em times Italianos, conquistando diversos títulos europeus. Em 1998, após participar de seu terceiro campeonato mundial, foi eleita uma das sete melhores jogadoras do mundo, integrando o All-Star Team e foi a vice artilheira do campeonato.
Em 1999 foi medalhista de bronze nos jogos Pan-Americanos de Winnipeg. Além da carreira esportiva, durante 25 anos, foi executiva do banco Itaú-Unibanco, trabalhando principalmente em áreas e projetos relacionados a desenvolvimento humano e relação com o cliente.
Recentemente, Cris Pinciroli fundou a uma empresa de coaching, mentoria e palestras voltada para ajudar as pessoas a desenvolverem seu potencial e atingirem performance e felicidade não apenas no esporte, mas também em suas carreiras e vida pessoal.

## Vida Pessoal
Nasceu no Brasil, é bisneta de imigrantes Italianos e a cultura deste país sempre esteve muito presente em sua vida familiar. Filha do jogador olímpico de polo aquático, Pedro Pinciroli Júnior, a infância e adolescência de Cris foi marcada por esportes aquáticos. Aos 28 anos se casou com Luís Pascual e juntos tiveram três filhas, Alissa, Giorgia e Olívia. Em 2014 a família se mudou para os Estados Unidos.

### Polo Aquático, um legado de família
Pedro Pinciroli Junior, seu pai, também foi jogador de polo aquático. Disputou, pela seleção brasileira, as Olimpíadas de 1964, em Tóquio, e em 1968, na Cidade do México. Cris é a filha mais velha de três irmãos e desde criança foi introduzida ao esporte. Aos 5 anos, nadava além da arrebentação com o pai no mar do Guarujá, no litoral de São Paulo. Aos 7 iniciou na natação e aos 16 entrou para o primeiro time brasileiro de polo aquático feminino. Sua mãe, Olga Pinciroli, exerceu importante papel na introdução e desenvolvimento da modalidade no Brasil e no mundo.

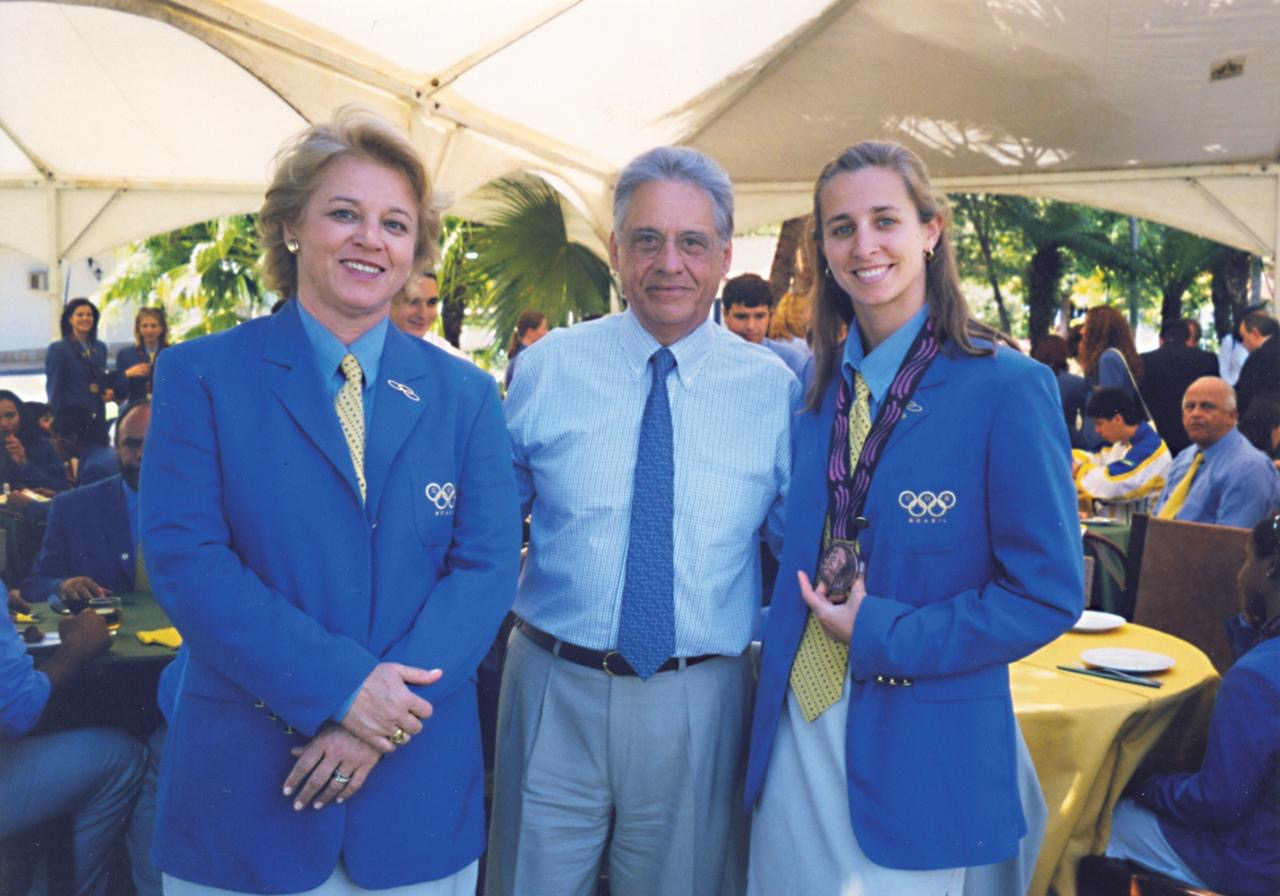
Olga e Cris Pinciroli em almoço com o presidente do Brasil, Fernando Henrique Cardoso, celebrando os destaques do esporte nacional, 1999.

Em 1990, Olga tornou-se diretora da Federação Brasileira de Polo Aquático Feminino e em 2000, após uma década de atuação junto aos comitês esportivos mundiais, o polo aquático feminino teve sua estreia como modalidade olímpica, nos jogos de Sydney. Com a presença e forte apoio de seus pais, Cris foi eleita uma das 7 melhores jogadoras do mundo em 1990.

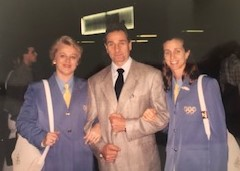
Olga (mãe), Pedro (pai) e Cris Pinciroli embarcando juntos para os Jogos Pan-Americanos em Winnipeg, 1999.

O legado, que começou nos anos 60 com pai, segue vivo em 2021 na figura da filha mais velha de Cris. Allissa Pinciroli Pascual é estudante-atleta de polo aquático na universidade americana de Stanford, Califórnia.

## Carreira como atleta

### Início na Seleção Brasileira
Cris Pinciroli entrou para a Seleção Brasileira de Polo Aquático Feminino com apenas 16 anos. Neste mesmo ano, o time participou de seu primeiro campeonato internacional nos Estados Unidos. Após uma derrota monumental, o time passou a treinar com mais foco, seriedade e intensidade. Foi a primeira, mas não a última vez na vida de Cris como atleta, em que a frustração serviu como combustível para a superação.

### 1º Mundial
Aos 18 anos, participou do seu primeiro campeonato mundial, em Perth, na Austrália. Pela primeira vez a Seleção Brasileira jogou contra os melhores times do mundo.

### Fina Cup
A Seleção Brasileira se beneficiou de um planejamento importante que permitiu a evolução tanto do aspecto tático, técnico como mental.  Na Fina Cup na California, Cris Pinciroli, já como capitã da seleção, marcou quatro gols contra a goleira Italiana, considerada a melhor do mundo. Recebeu o convite para jogar como profissional no time Vis Nova, na Itália.

### Itália, Time Vis Nova
Aos 21 anos, foi morar na Itália, como atleta profissional do time Vis Nova. Continuou jogando pela seleção brasileira.

### Itália, Orizzonte Catania
Aos 23 anos recebeu a proposta para jogar no time Orizzonte Catania considerado, na época, o time mais forte de polo aquático da Itália. Treinava em média 6 horas por dia para encarar um período intenso, de viagens e campeonatos entre a Italia e Seleção Brasileira.

### European Cup
Após vencer o Campeonato Italiano interclubes, o time Orizzonte Catania qualificou para a European Cup. O time venceu o campeonato em uma final acirrada contra o time holandês. Pela primeira vez na história, um time italiano levantou a taça de melhor da Europa.

### 2º Mundial – Seleção Nacional Italiana
Aos 24 anos, participou do seu segundo campeonato mundial em Roma, Itália. Após performance de destaque recebeu o convite para integrar a Seleção Nacional Italiana, da qual fez parte por um ano.

### Retorno à Seleção Brasileira
Decidiu voltar ao Brasil e, após um ano sem jogar campeonatos internacionais por regra da FINA - Fédération Internationale De Natation – (federação internacional reguladora dos esportes aquáticos), retornou à Seleção Brasileira, com a bagagem da experiência na Itália, introduzindo novas técnicas de fortalecimento de espírito de equipe e performance. Entrou no programa de trainee do Unibanco em 1996. Conciliava sua vida de atleta e carreira corporativa com o apoio da liderança do banco.

### 3º Mundial – eleita para o All-Star Team
Em 1998, participou de seu terceiro mundial. No topo de seu condicionamento físico e no auge de sua performance, Cris Pinciroli foi a vice artilheira do campeonato e eleita entre as 7 melhores jogadoras do mundo, integrando o tão sonhado All-Star Team. Ingressou no mestrado de administração na FGV-EAESP com extensão em Kenan-Flagler, University of North Carolina.  

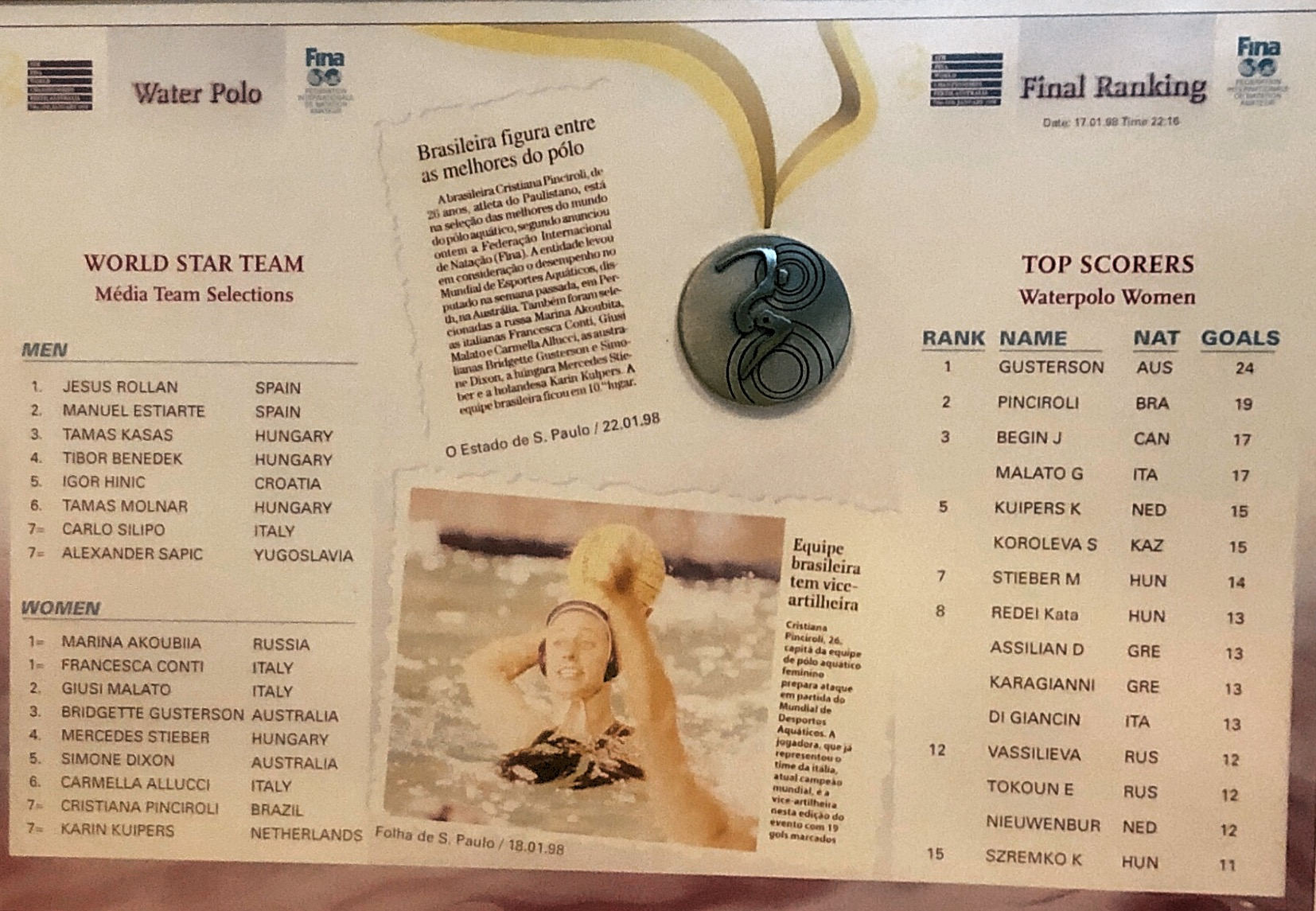
Cris Pinciroli integra o “World Star Team” ao ser eleita uma das 7 melhores jogadoras do mundo, 1998.

### Pan-Americano Winnipeg
A Seleção Brasileira partiu para os Jogos Pan-Americanos de Winnipeg preparada pela ex-técnica do time americano Sandy Nitta e pelo ex-jogador de polo aquático brasileiro, Rodney Bell.  Conquistou o terceiro lugar após vitória em um jogo acirrado contra a Seleção Cubana.  Aos 27 anos, com a medalha de bronze no peito, encerrou sua carreira como atleta no mesmo local em que meu pai, em 1967, conquistou a medalha pan-americana de prata para o Brasil. Cris Pinciroli levou os aprendizados dessa jornada no esporte para todas as instâncias de sua vida.

## Principais conquistas no esporte
1. Capitã da Seleção Brasileira por 15 anos[12]
2. Eleita entre as 7 melhores jogadoras do mundo - Mundial de Perth, 1999
3. Campeã da European Cup inter-clubes - Orizzonte Catania, Sicilia, 1993 4
4. Medalha de Bronze nos Jogos Pan-Americanos de Winnipeg, Canadá, 1999[13]

## Carreira como executiva
Ao longo de toda sua carreira esportiva, Cris Pinciroli viveu uma dupla jornada. Aos 16 anos iniciou sua carreira na Seleção Brasileira de Polo Aquático e, apenas um ano depois, iniciou seu curso de graduação na faculdade de economia da PUC-SP. Aos 18 anos se tornou a trainee mais jovem de sua turma na empresa de auditoria Price Whaterhouse. Estudar pela manhã, trabalhar à tarde e treinar à noite foi parte da rotina da atleta por muitos anos. Nos anos em que foi jogadora profissional na Itália, cursou pós-graduação para completar seus estudos em economia e, ao retornar ao Brasil, ingressou no banco Itaú-Unibanco. Durante o período em que trabalhava no banco, foi eleita entre as sete melhores jogadoras do mundo e ganhou a medalha de bronze nos Jogos Pan-Americanos de Winnipeg, Canadá. A liderança do banco valorizava e incentivava as conquistas de Cris no esporte e fazia questão de comunicar internamente os resultados da colaboradora-atleta, valorizando suas habilidades como atleta e executiva, sua “dupla jornada” e sua representação das cores verde e amarela.

### Itaú-Unibanco
Durante os 25 anos de atuação no Itaú-Unibanco, Cris Pinciroli passou por diversas áreas, relacionadas ao desenvolvimento humano, planejamento estratégico e excelência de atendimento aos clientes. Em 2014, Cris Pinciroli se mudou para os Estados Unidos onde assumiu a diretoria da área de Recursos Humanos da divisão do Itaú Private Banking para Miami, Nova Iorque, Bahamas e Chile.

### Mulheres e liderança
Como executiva desenvolveu e implementou diversos projetos voltados para a igualdade de gênero e liderança feminina. Ainda no início dos anos 2000, quando pouco se falava sobre esse assunto, Cris Pinciroli usou sua voz e posição de liderança para propor reflexões sobre igualdade de oportunidades para mulheres no ambiente de trabalho. Sua mãe foi uma grande inspiração nesse tema, ao defender a inserção do polo aquático feminino como uma modalidade olímpica.  Esse sonho foi concretizado um século após o polo aquático masculino ter sua primeira participação nos jogos olímpicos.

## Empresa WeTeam – Chasing Excellence and Happiness
Aos 47 anos, após seu último ano como CHRO (Chief Human Resource Officer), responsável por recursos humanos do banco Itaú nos EUA e Bahamas, Cris Pinciroli encerrou sua carreira no banco. Em 2019, fundou sua própria empresa, a WeTeam – Chasing Excellence and Happiness.

### Sobre a WeTeam
A WeTeam  é uma plataforma de programas de treinamento, mentorias, workshops e palestras que orientam equipes e indivíduos para atingirem seu potencial humano de sucesso e felicidade. Com metodologia própria, a WeTeam utiliza os aprendizados do esporte para promover maior conexão e entendimento dos benefícios da saúde física e emocional, da importância de relacionamentos e autoconhecimento para uma vida com propósito e de aprendizado contínuo.

### Estudos sobre a felicidade
Iniciou seus estudos na ciência da felicidade com o professor e especialista neste tema, Dr. Tal Ben-Shahar, com o objetivo de se aprofundar nos fatores que sustentam a alta performance de um atleta e de um executivo e compreender o que define o sucesso e a felicidade de uma jornada de vida. Essa formação adicional está refletida na Metodologia WeTeam.

### Parcerias de valor
Cris Pinciroli é coach certificada da pela empresa de desenvolvimento humano Equilíbria.com. Também é parte do time de educadores e palestrantes da Miami Institute of Knowledge M.I.O.K, uma empresa especialista em criar experiências que ajudam a estimular o desenvolvimento humano.

## Livro: Esporte como Palco para a Vida
De que valem os aprendizados da vida se não germinarem em outras vidas?  Cris Pinciroli está escrevendo o livro, Esporte, um Palco para a Vida (ainda sem data definida para publicação), sobre os aprendizados que ela e o pai, Pedro, levaram do esporte para a vida. Ambos foram atletas do polo aquático e tiveram carreiras executivas de sucesso.

### Embasamento científico
Além dos aprendizados pessoais de Cris e Pedro Pinciroli, o livro conta com uma ampla pesquisa bibliográfica que sustenta de forma teórica as lições que ambos vivenciaram na prática.

### Entrevista com atletas de alta performance
Cris Pinciroli está realizando uma série de entrevistas com outros atletas de alta performance. As vivências e aprendizados desses atletas com técnicas de preparo emocional e físico, respiração, meditação, alimentação e superação, também farão parte do livro.  Até o momento, foram entrevistados os seguintes atletas:
- Adam Krikorian, atual técnico americano do time olímpico de polo aquático feminino.
- Anibal Sanchez, jogador venezuelano de baseball com carreira de 16 anos na Major League Baseball (MLB), nos EUA.
- Brenda Villa, ex atleta da seleção dos EUA de polo aquático que participou de quatro olimpíadas e com ouro em Londres-2012.
- Bruno Schmidt, jogador brasileiro de vôlei de praia e medalha de ouro nas Olimpíadas do Rio-2016.
- Felipe Perrone, ex-jogador de polo aquático brasileiro naturalizado espanhol. É o atual capitão da Seleção Espanhola de Polo Aquático. Já participou de 5 jogos olímpicos.
- Kahena Kunze e Martine Grael, iatistas brasileiras e medalhistas olímpicas nas Olimpíadas do Rio-2016.
- Leandro Guilheiro, judoca brasileiro e detentor de duas medalhas de bronze olímpicas.
- Marcelo Huertas, jogador de basquete brasileiro. É o atual capitão da Seleção Brasileira de Basquete.
- Raí Oliveira, ex-jogador de futebol brasileiro, jogador do Paris Sain German, França e tetracampeão da Copa do Mundo na Italia-94.
- Ratko Rudic, ex-treinador e ex-jogador croata de polo aquático que participou possui 4 medalhas de ouro olímpicas. Foi considerado o melhor técnico pelo Comitê Olímpico Brasileiro após as Olimpíadas no Rio-2016.
- Robert Scheidt, iatista brasileiro e sete vezes medalhista olímpico.
- Rodrigo Koxa, surfista brasileiro de ondas gigantes e detentor do atual recorde de maior onda do mundo em Nazaré, Portugal, pelo Guinness world Record.
- Sandy Nitta, com apenas 15 anos, representou os Estados Unidos na Olimpíada de Tóquio-1964. Foi técnica da Seleção Americana de Polo Aquático Feminino por 17 anos (1980-98) e da Seleção Brasileira, na mesma modalidade, por três anos (1999-2002).

## Trabalho voluntário – Projeto Arca+
Cris Pinciroli atua como Curadora de Educação na organização sem fins lucrativos Arca+. Seu papel é identificar parceiros e conteúdos relevantes para realizar programas de educação e desenvolvimento humano voltados para a inclusão social nas comunidades de atuação do projeto.

## Fotos

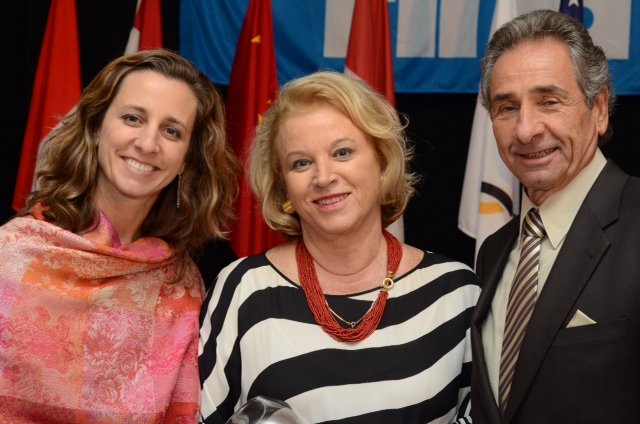
Cris, Olga e Pedro Pinciroli na cerimônia de entrega do prêmio Paragon Award do Swimming Hall of Fame) a Olga PInciroli, EUA, 2015
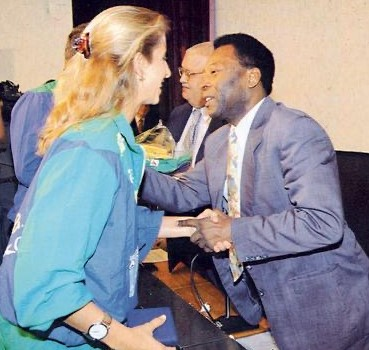
Cris Pinciroli recebendo prêmio de destaque do esporte brasileiro das mãos de Pelé.
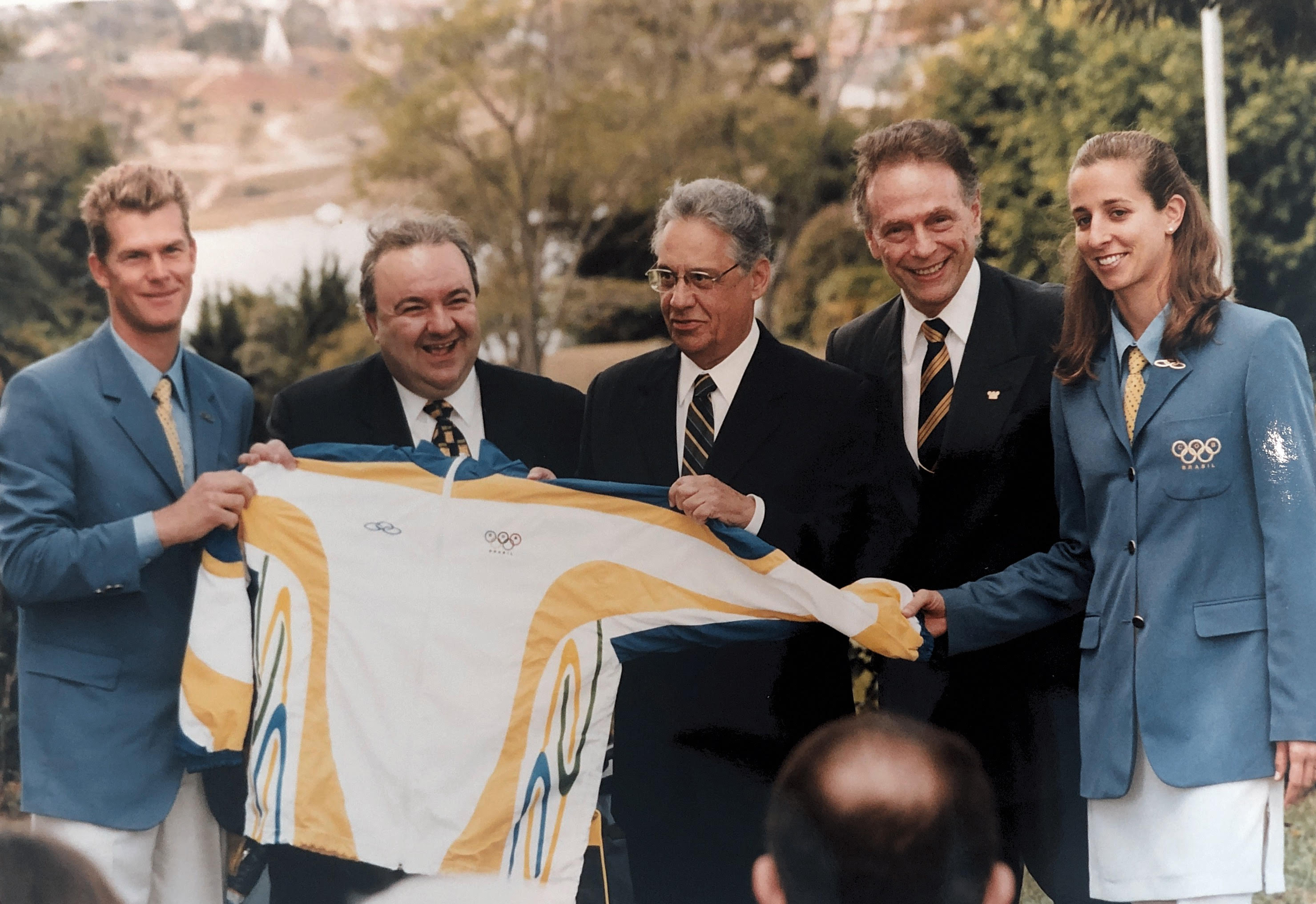
Cris Pinciroli e Robert Scheidt (iatista) são recebidos em Brasília por Rafael Greca, Ministro do Turismo e Esporte, Fernando Henrique Cardoso, presidente do Brasil e Carlos Nuzman, presidente do Comitê Olímpico Brasileiro, 1999
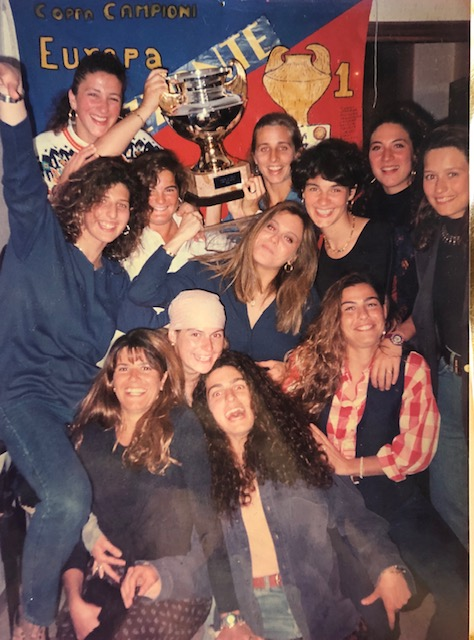
Comemoração da conquista da Champion’s Cup, junto com as parceiras do time Orizzonte Catania, Itália 1993.
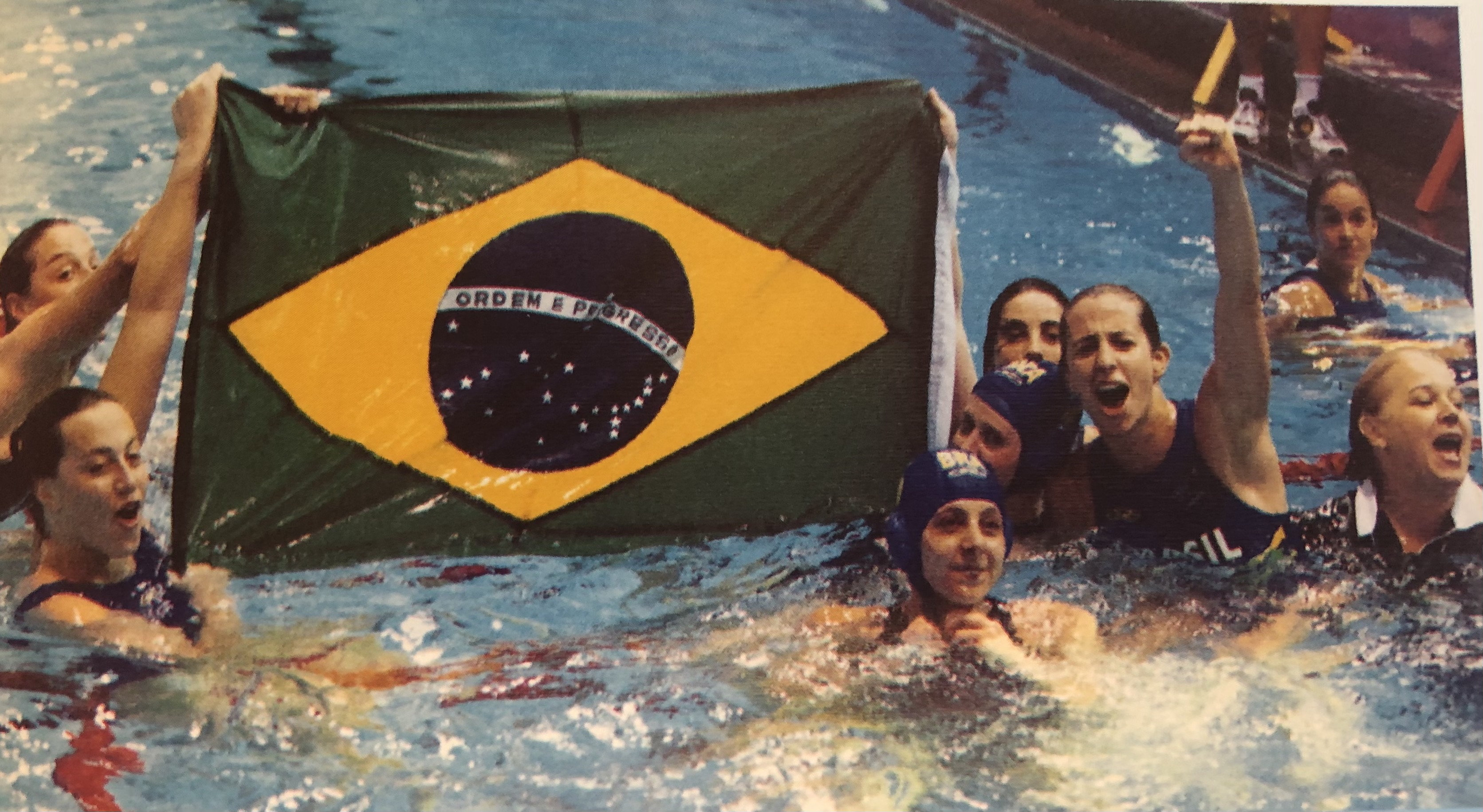
Conquista da medalha de bronze nos Jogos Pan-Americanos em Winnipeg, Canadá, 1999. Cris está segurando a bandeira brasileira. Sua mãe, Olga Pinciroli, está ao seu lado, dentro da piscina.